# Nocny Mityng Skoku o Tyczce 2011
Nocny Mityng Skoku o Tyczce 2011 – zawody lekkoatletyczne w skoku o tyczce, które odbyły się 15 sierpnia na Placu Lotników w centrum Szczecina.
Wydarzeniem zawodów było ustanowienie przez Pawła Wojciechowskiego nowego rekordu Polski wynikiem 5,91 – jest to najlepszy rezultat na świecie w sezonie 2011. Wojciechowski dwukrotnie – bez powodzenia – atakował także wysokość 6,01 lepszą o centymetr od rekordu Europy młodzieżowców (zawodników do lat 23).

## Rezultaty
| NR – rekord kraju \| NUR – rekord kraju do lat 23 (młodzieżowców) \| WL – najlepszy wynik na listach światowych w sezonie 2011 \| PB – rekord życiowy |

| Poz. | Zawodnik            | 4,80  | 4,90 | 5,00  | 5,10 | 5,20  | 5,30  | 5,40  | 5,50  | 5,60  | 5,65  | 5,70 | 5,75 | 5,91 | 6,01  | Wynik | Uwagi        |
| ---- | ------------------- | ----- | ---- | ----- | ---- | ----- | ----- | ----- | ----- | ----- | ----- | ---- | ---- | ---- | ----- | ----- | ------------ |
| 1.   | Paweł Wojciechowski | –     | –    | –     | –    | –     | –     | o     | –     | o     | –     | –    | o    | x o  | x x – | 5,91  | WL NR NUR PB |
| 2.   | Igor Byczkow        | –     | –    | –     | –    | –     | x o   | –     | o     | –     | x x x |      |      |      |       | 5,50  |              |
| 3.   | Brad Walker         | –     | –    | –     | –    | –     | –     | –     | x o   | x x x |       |      |      |      |       | 5,50  |              |
| 4.   | Hendrik Gruber      | –     | –    | –     | –    | –     | o     | o     | x x o | x x x |       |      |      |      |       | 5,60  |              |
| 5.   | Anton Iwakin        | –     | –    | –     | –    | –     | –     | x x o | x x o | x x x |       |      |      |      |       | 5,50  |              |
| 6.   | Giuseppe Gibilisco  | –     | –    | –     | –    | –     | –     | o     | –     | x x x |       |      |      |      |       | 5,40  |              |
| 7.   | Michel Frauen       | –     | –    | –     | –    | o     | –     | x x x |       |       |       |      |      |      |       | 5,20  |              |
| 8.   | Robert Sobera       | –     | –    | –     | –    | x x o | x x x |       |       |       |       |      |      |      |       | 5,20  |              |
| 9.   | Rafał Torkowski     | x x o | –    | x x o | –    | x x x |       |       |       |       |       |      |      |      |       | 5,00  |              |
| –    | Denys Jurczenko     | –     | –    | –     | –    | –     | x x x |       |       |       |       |      |      |      |       | NM    |              |